# Nils Gustav Rosén
Nils Gustav Karl Gunnar Rosén, född 19 september 1907 i Umeå, död 9 februari 1993 i Leksand, var en svensk ämbetsman; statssekreterare i Försvarsdepartementet 1942–1947, generaldirektör för Skolöverstyrelsen 1947–1964 och universitetskansler 1964–1969. 

## Biografi
Nils Gustav Rosén var son till Gustav Rosén. Han avlade studentexamen vid Umeå högre allmänna läroverk 1926 och blev filosofie kandidat vid Uppsala universitet 1929. Rosén fortsatte till 1931 sina statsvetenskapliga studier i Uppsala och läste därefter en kortare tid juridik vid Stockholms högskola. Redan under studietiden kom han att tillfälligt anlitas för ett par uppdrag inom statsförvaltningen. Från 1930 tjänstgjorde han som avdelningssekreterare hos riksdagens revisorer och biträdde 1931 med propositionsskrivning i Ecklesiastikdepartementet. Det sistnämnda uppdraget ledde till att han anställdes i departementet, där han 1932 antogs till amanuensaspirant, 1933 blev amanuens, 1935 befordrades till andre kanslisekreterare och var förste kanslisekreterare 1938–1946. Vid sidan av tjänsten hade Rosén ett flertal uppdrag. Han tjänstgjorde 1931–1938 i riksdagen, till och med 1933 års riksdag hos konstitutionsutskottet, från och med 1934 års riksdag hos statsutskottet, där han 1937 och 1938 var notarie. Han var sekreterare hos 1931 års apotekssakkunniga 1931–1934, hos 1934 års sakkunniga för utredning angående statsvetenskaplig examen 1934–1935, hos 1932 års seminariesakkunniga 1935 och hos 1936 års lärarutbildningssakkunniga 1936–1937. I apotekens avgiftsnämnd tjänstgjorde han som sekreterare 1936–1938. Roséns departementstjänst kom från början helt att inriktas på statssekreterarens verksamhetsområde, propositions- och författningsarbetet, och efter att två år varit statssekreterarens högra han trädde han själv till ansvaret som tillförordnad statssekreterare i Ecklesiastikdepartementet 1939–1941. Han flyttades därefter över till Försvarsdepartementet där han 1941–1942 var tillförordnad och 1942–1947 ordinarie statssekreterare. I Försvarsdepartementet hade Rosén 1946–1947 fullmakt som kansliråd. 1947 blev han generaldirektör och chef för Skolöverstyrelsen, Han var även från 1947 ordförande i Statens tekniska forskningsråd, tillhörde från 1948 styrelsen för Flygtekniska försöksanstalten och var från 1947 ordförande i Föreningen Konst i skolan.
Han är gravsatt i minneslunden på Skogskyrkogården i Falun. Rosén var son till landshövdingen Gustav Rosén och Tyra Edit Olivia Lindforss.

## Utmärkelser
- 1959 –   Kommendör med stora korset av Nordstjärneorden [5]
- 1962 – Ledamot av Ingenjörsvetenskapsakademien
- 1979 – Hedersdoktor vid Göteborgs universitet [6]